# Jiří Jirouš
Jiří Jirouš (4. srpna 1923 Praha – 28. července 2005 Praha) byl český klavírista, houslista, dirigent a hudební skladatel.

## Život
Studoval současně gymnázium a na Pražské konzervatoři skladbu u Aloise Háby. Od roku 1934 byl soukromým žákem profesorky Ilony Štěpánové-Kurzové ve hře na klavír. Na housle byli jeho učiteli Bedřich Voldan a Richard Zika. Po absolvování gymnázia a konzervatoře studoval dirigování v mistrovské škole Václava Talicha a hudební vědu a estetiku na Karlově univerzitě.
Nejprve se věnoval sólové dráze koncertního klavíristy a houslisty. Účinkoval v řadě koncertů i  Československém rozhlase. V roce 1942 nastoupil jako asistent šéfa opery Národního divadla. V roce 1945 se stal korepetitorem a dirigentem Velké opery 5. května. V letech 1946–1948 hostoval v řadě evropských divadel, kde dirigoval hlavně opery českých autorů (Leoš Janáček, Antonín Dvořák, Bedřich Smetana, Bohuslav Martinů a Alois Hába). Kromě toho uskutečnil několik koncertů se svou manželkou Vlastou Urbanovou, zpěvačkou Národního divadla.
V prosinci roku 1948 se stal dirigentem Národního divadla. Nejprve (1948–1951) působil jako šéf činoherního orchestru a od roku 1951, až do odchodu do důchodu v roce 1988, jako dirigent operního orchestru. Dirigoval téměř všechny opery pucciniovského a verdiovského repertoáru. V Národním divadle nastudoval a uvedl v roce 1975 operu Bohuslava Martinů Ariadna ve vlastním překladu.

## Dílo
- Koncerty pro housle a orchestr
- Cykly klavírních skladeb
- Smyčcové kvartety
- Písňové cykly
- Scénické hudby k činoherním představením
- Sbírky klavírních skladeb:
  - La música checa de cinco siglos (XVI-XX) en mi repertorio
  - Sinq siècles de la musique tchèque (XVI-XX) dans mon repertoire